# قائمة محطات توليد الطاقة في مصر

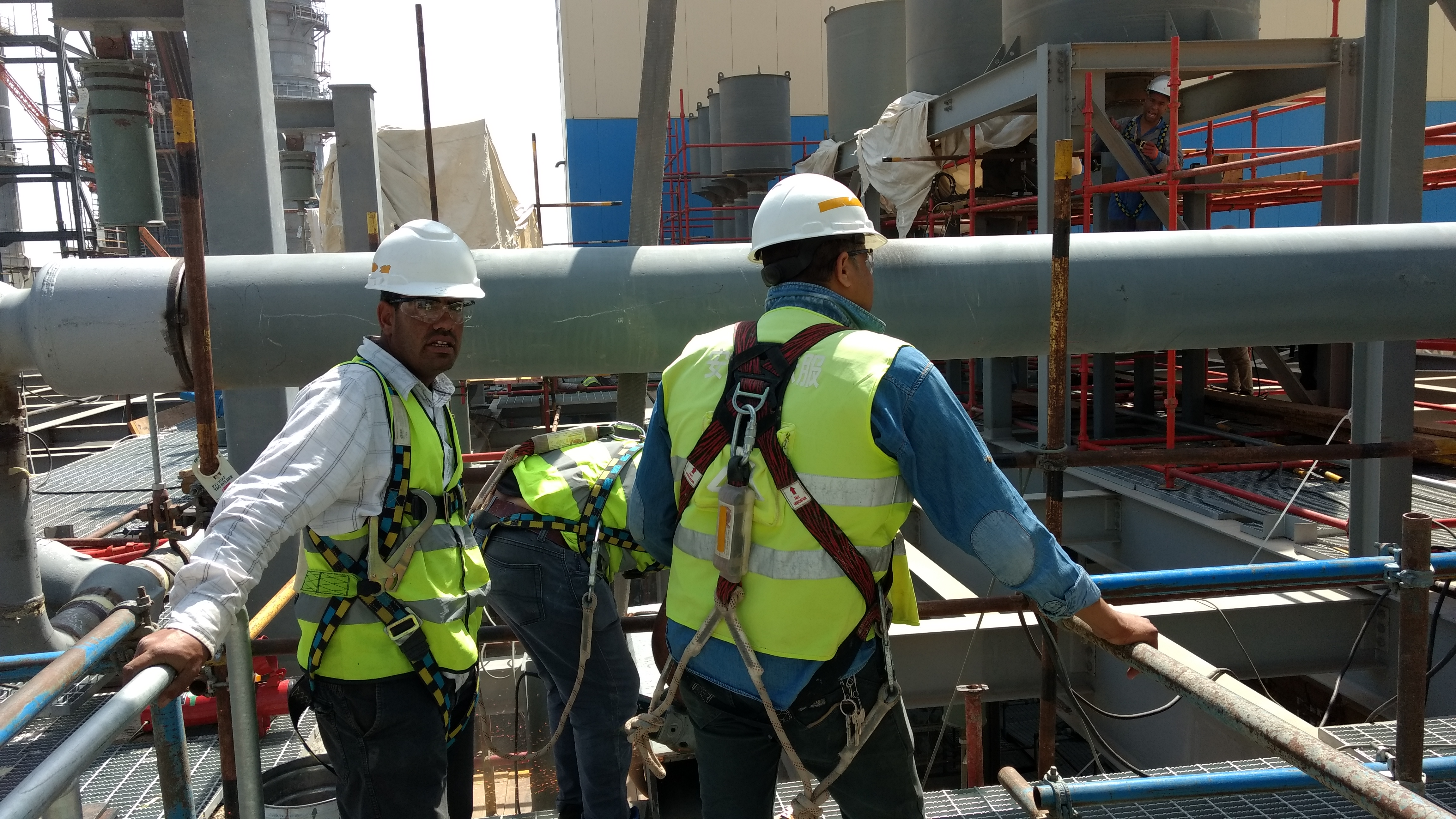
صورة في موقع احد الأعمال بأحد المحطات

قائمة بمحطات توليد الطاقة في مصر

## المحطات المركبة
- محطة كهرباء العاصمة الإدارية الجديدة
- محطة كهرباء البرلس
- محطة كهرباء غياضة

## المحطات الغازية
- القاهرة الكبري
- النوبارية
- الكريمات
- دمياط
- الغردقة
- طلخا

## محطات الطاقة الكهرومائية
| المحطة            | المدينة | النوع | السعة | سنة بداية التشغيل | اسم الخزان | النهر     |
| ----------------- | ------- | ----- | ----- | ----------------- | ---------- | --------- |
| محطة كهرباء أسوان | أسوان   | بخزان | 2100  | 1970              | بحيرة ناصر | نهر النيل |

## المحطات النووية
- الضبعة : بها 4 وحدات سعة كل وحدة 1200 والسعة الإجمالية 4650 وسنة الانتهاء 2026

## المحطات الحرارية
| المحطة       | المدينة         | السعة بالميجاوات | سنة بداية التشغيل |
| ------------ | --------------- | ---------------- | ----------------- |
| التبين       | القاهرة - حلوان | 700              | 2010              |
| أبوقير       | الإسكندرية      | 930              | 1983 - 1991       |
| العين السخنة | السويس          | 1300             | 2014              |
| غرب القاهرة  | القاهرة         | 1360             | 1995 - 2010       |

## محطات الرياح
- مزرعة رياح جبل الزيت.[1]
- مزرعة رياح الزعفرانة.[2]
- مزرعة رياح غرب بكر.[3]

## محطات الطاقة الشمسية
- محطة بنبان للطاقة الشمسية.